# Campeonato Mundial de Patinaje Artístico sobre Hielo de 2013
El CIII Campeonato Mundial de Patinaje Artístico se realizó en London (Canadá) entre el 10 y el 17 de marzo de 2013 bajo la organización de la Unión Internacional de Patinaje sobre Hielo (ISU) y la Federación Canadiense de Patinaje sobre Hielo. 
Las competiciones se efectuaron en las instalaciones del centro Budweiser Gardens de la ciudad canadiense.

## Resultados

### Masculino
| Puesto | Nombre           | País       | Puntos |
| ------ | ---------------- | ---------- | ------ |
| Oro    | Patrick Chan     | Canadá     | 267,78 |
| Plata  | Denis Ten        | Kazajistán | 266,48 |
| Bronce | Javier Fernández | España     | 249,06 |

### Femenino
| Puesto | Nombre           | País          | Puntos |
| ------ | ---------------- | ------------- | ------ |
| Oro    | Kim Yu-Na        | Corea del Sur | 218,31 |
| Plata  | Carolina Kostner | Italia        | 197,89 |
| Bronce | Mao Asada        | Japón         | 196,47 |

### Parejas
| Puesto | Nombre                           | País     | Puntos |
| ------ | -------------------------------- | -------- | ------ |
| Oro    | Tatiana Volosozhar Maxim Trankov | Rusia    | 225,71 |
| Plata  | Aliona Savchenko Robin Szolkowy  | Alemania | 205,56 |
| Bronce | Meagan Duhamel Eric Radford      | Canadá   | 204,56 |

### Danza en hielo
| Puesto | Nombre                            | País           | Puntos |
| ------ | --------------------------------- | -------------- | ------ |
| Oro    | Meryl Davis Charlie White         | Estados Unidos | 189,56 |
| Plata  | Tessa Virtue Scott Moir           | Canadá         | 185,04 |
| Bronce | Ekaterina Bobrova Dmitri Soloviev | Rusia          | 169,19 |

## Medallero
| Núm. | País           | Oro | Plata | Bronce | Total |
| ---- | -------------- | --- | ----- | ------ | ----- |
| 1    | Canadá         | 1   | 1     | 1      | 3     |
| 2    | Rusia          | 1   | 0     | 1      | 2     |
| 3    | Corea del Sur  | 1   | 0     | 0      | 1     |
| 3    | Estados Unidos | 1   | 0     | 0      | 1     |
| 5    | Alemania       | 0   | 1     | 0      | 1     |
| 5    | Italia         | 0   | 1     | 0      | 1     |
| 5    | Kazajistán     | 0   | 1     | 0      | 1     |
| 8    | España         | 0   | 0     | 1      | 1     |
| 8    | Japón          | 0   | 0     | 1      | 1     |
|      | TOTAL          | 4   | 4     | 4      | 4     |